# Йосипів Ігор Ігорович
І́гор І́горович Йо́сипів (2 лютого 1982, Івано-Франківськ, УРСР) — український тхеквондист та тренер з Тхеквондо (ВТФ), Майстер спорту з тхеквондо (ВТФ), володар другого дану. Був визнаний кращим молодим регіоналом року, премію отримував особисто від Льовочкіна. Проводив активні акції на підтримку Партії Регіонів залучаючи до них дітей спортсменів. Після Революції Гідності, почав активно співпрацювати з партією Свобода та клеймити ганебну Партію регіонів. 

## Життєпис
Ігор Йосипів народився в Івано-Франківську. Навчався у загальноосвітній школі № 25, де відвідував секцію з настільного тенісу. 1993 року познайомився з засновником Асоціації бойових мистецтв «Чорний лотос» Юрієм Вільямовським, який заохотив хлопця до занять ушу. 1998 року Ігор Йосипів першим в Івано-Франківську отримав почесне звання «Майстер спорту з тхеквондо (ВТФ) України».
Протягом 2001—2003 років навчався в Івано-Франківському коледжі фізичного виховання.
У грудні 2003 році, після запрошення Олександра Корсака, розпочав тренерську роботу тренером з тхеквондо (ВТФ) після тривалих занять (1999-2003 рік) Ушу та Капоейро. У травні 2005 року закінчив Прикарпатський національний університет імені Василя Стефаника за спеціальністю «Педагогіка і методика середньої освіти. Фізична культура». Приклав руку до виховання багатьох відомих на Прикарпатті тхеквондистів, зокрема своєї племінниці Тетяни Жолобайло, що стала бронзовою призеркою чемпіонату Європи. Заснував Центр підготовки чемпіонів «Золотий дракон» на базі ДЮСШ № 3.

## Відзнаки та нагороди
- Срібний призер чемпіонату України, 🥇 першим був Дмитро Литвиненко з міста Дніпропетровськ.
- Майстер спорту з тхеквондо (1998)